# Mauthausner Donaubrücken

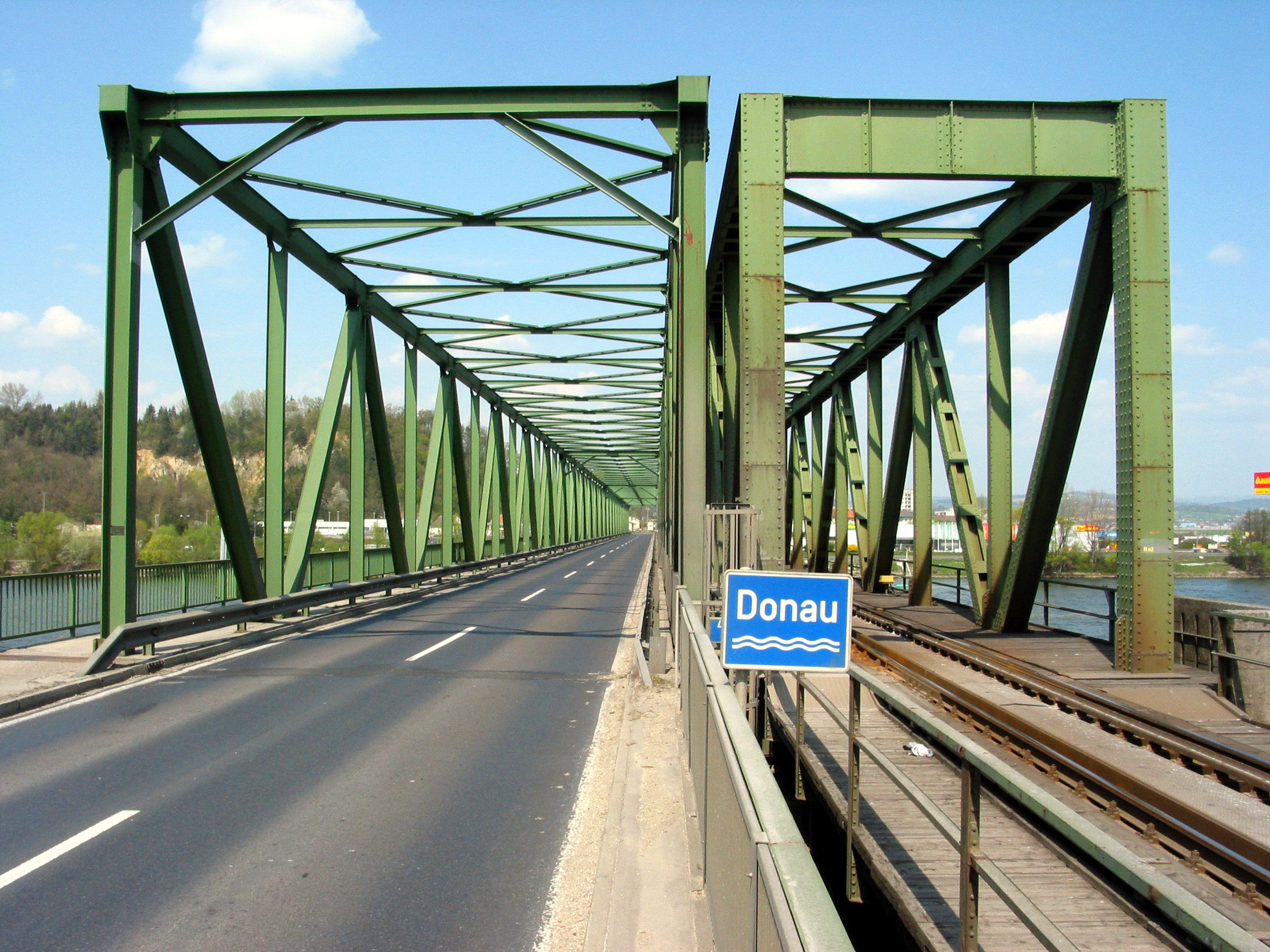
Eisenbahn- und Straßenbrücke in Mauthausen 2011 (Südansicht)

Die Mauthausner Donaubrücken überqueren die Donau bei Mauthausen, Oberösterreich und Pyburg, Niederösterreich, unterhalb der Ennsmündung bzw. oberhalb der Mündung des Enns-Kanals bei Flusskilometer 2111,1. Die Eisenbahnbrücke wurde 1941, die Straßenbrücke 1961 erbaut.

## Geschichte
Eine erste feste Donaubrücke bei Mauthausen wurde mit Auftrag des damaligen Erzherzogs von Österreich und späteren deutschen Kaisers Maximilian I. vom 4. April 1501 an die Bürger von Enns. Halb in Bau, wurde die Holzbrücke beim verheerenden Hochwasser August 1501 („Himmelfahrtsgieß“) abgeräumt, und konnte – auch weil nach dem Hochwasser ein enormer Mangel an Eichen- und Lärchenholz bestand – erst 1505 fertiggestellt werden. Sie begann in Enghagen am Tabor, endete oberhalb von Schloss Pragstein, und verband Enns mit der nach Osten führenden Hauderer-Straße. Es war – nach Wien 1439, Krems/Mautern 1463 und Linz 1479 – erst die vierte Donaubrücke des Herzogtums Österreich.
Großer Gegner dieser Brücke war der Besitzer von Schloss Pragstein, Ladislaus Prager, der die Überfuhr betrieb. Die Benützung der Brücke war mautpflichtig. Sie wurde bei jedem Hochwasser schwer in Mitleidenschaft gezogen und die Bürger waren verpflichtet, sie wieder instand zu setzen. Die Brücke war schon 1621 kaum mehr benützbar, 1660 waren die Schäden so groß, dass sich eine Wiederherstellung nicht mehr bewerkstelligen ließ. 1661 kam eine Kommission zu der Entscheidung, an dieser Stelle keine Brücke mehr zu errichten, da sich der Wasserlauf verändert habe. Die Reste der verfallenden Brücke behinderten noch Jahre den Schiffsverkehr.
Bis zu Beginn des 19. Jahrhunderts erfolgte die Überquerung der Donau mit von der Stadt Enns betriebenen Mutzen-Überfuhren. Überfuhren von Schloss Spielberg hatten hingegen nur kurzen Bestand. Mutzen waren aus kräftigen Bohlen gezimmerte Boote mit geringer Bordhöhe und Raum für drei zweispännige Wagen samt Pferd, das Schiffpferd und die Bedienungsmannschaft. Kleinere Überfuhren erfolgten mit Zillen, die für 6 bis 8 Personen geeignet waren, nicht selten aber mit 12 bis 15 Personen belastet wurden.
1809 wurde im Vierten Napoleonischer Krieg eine Schiffsbrücke errichtet, die aber von den Bayern zerstört wurde.
Zu Beginn der 1820er-Jahre wurde von der Stadt Enns eine Fliegende Brücke gebaut, deren Seil am Taborhügel befestigt war und durch Furchelzillen vor Nässe geschützt wurde. In der anderen Richtung setzte man aber nach Pyburg über. Zur selben Zeit wurde zum Schutz des Marktes Mauthausen vor der von der Enns drohenden Hochwassergefahr die Ennsmündung nach Osten verlegt und gleichzeitig damit die Grenze zwischen Ober- und Niederösterreich neu festgelegt.
1874 kaufte der Markt Mauthausen der Stadt Enns die fliegende Brücke samt Zubehör um 15.000 Gulden ab und baute sie 1901 in eine Rollfähre um, die vom 30. April 1902 bis 14. Jänner 1962 in Betrieb war. Es wurde ein mächtiges Seil von Schloss Pragstein über die Donau gespannt und ein Zugseil lief auf einer Rolle hin und zurück. 1951 wurde am rechten Donauufer eine Hebebrücke zur Rollfähre gebaut.
Bereits 1872 war östlich der Ennsmündung eine Eisenbahnbrücke für die Bahnstrecke St. Valentin–Budweis errichtet worden. Diese war 1941, während des Zweiten Weltkriegs, den Anforderungen nicht mehr gewachsen, sodass eine neue Eisenbahnbrücke errichtet wurde. Wegen der Kriegsereignisse blieb die alte Brücke bestehen. Nach dem Krieg verlangten die Besatzungsmächte 1947 die Adaptierung der alten Brücke für den allgemeinen Verkehr, dem diese dann bis 1961 diente, obwohl sie nur wechselseitig im Einbahnverkehr benützt werden konnte.
Am 22. Dezember 1961 wurde eine neue Brücke für den allgemeinen Verkehr eröffnet, gleichzeitig wurde die Rollfähre stillgelegt.

## Konstruktion und Funktion
Die beiden Brücken bestehen aus auf Betonpfeilern ruhenden Stahlkonstruktionen. Die Träger haben ein Strebenfachwerk mit Pfosten.
Die Brückenlänge beträgt 573 Meter. Die Weiten der Strombrücke betragen fünfmal 80 Meter.
Für die Schifffahrt bestehen zwei Durchfahrtöffnungen mit jeweils 72,5 Metern Breite und einer durchschnittlichen Höhe von 8,09 bzw. 8,10 Metern. Der Durchschnittspegel der Donau bei Mauthausen beträgt 547 Zentimeter.
Die 1941 errichtete Eisenbahnbrücke wird von der Donauuferbahn und die 1961 errichtete Straßenbrücke täglich von rund 18.000 bis 20.000 Fahrzeugen benützt. Die Planungen für eine neue Donaubrücke etwa 500 Meter weiter östlich stehen vor der Realisierung. Die Fertigstellung bis 2018 ist erforderlich, weil sonst eine kostenintensive Sanierung der bestehenden Brücken ansteht. Der Baubeginn der neuen Donaubrücke Mauthausen ist für das Jahr 2024 geplant, eine Fertigstellung ist im Jahr 2027 vorgesehen.
Die Donaubrücken verbinden an dieser Stelle Ober- und Niederösterreich sowie den Bezirk Perg mit dem Bezirk Amstetten. Die Eisenbahnbrücke ermöglicht einerseits den Anschluss der Donauuferbahn an die Westbahn in Sankt Valentin und andererseits über die Schleife Ennsdorf den direkten Anschluss Richtung Linz. Die Straßenbrücke verbindet das östliche Mühlviertel mit der durch das Mostviertel führenden Westautobahn und stellt mit der B 123 (Mauthausner Straße) eine Verbindung zwischen der B 1 und der B 3 dar.
Die Ost-West-Route des Jakobsweg Österreich führt über die Mauthausner Donaubrücken und für die Benützer des Donauradwegs bietet sich die Gelegenheit zwischen Nord- und Südufer zu wechseln.

## Kunst am Bau

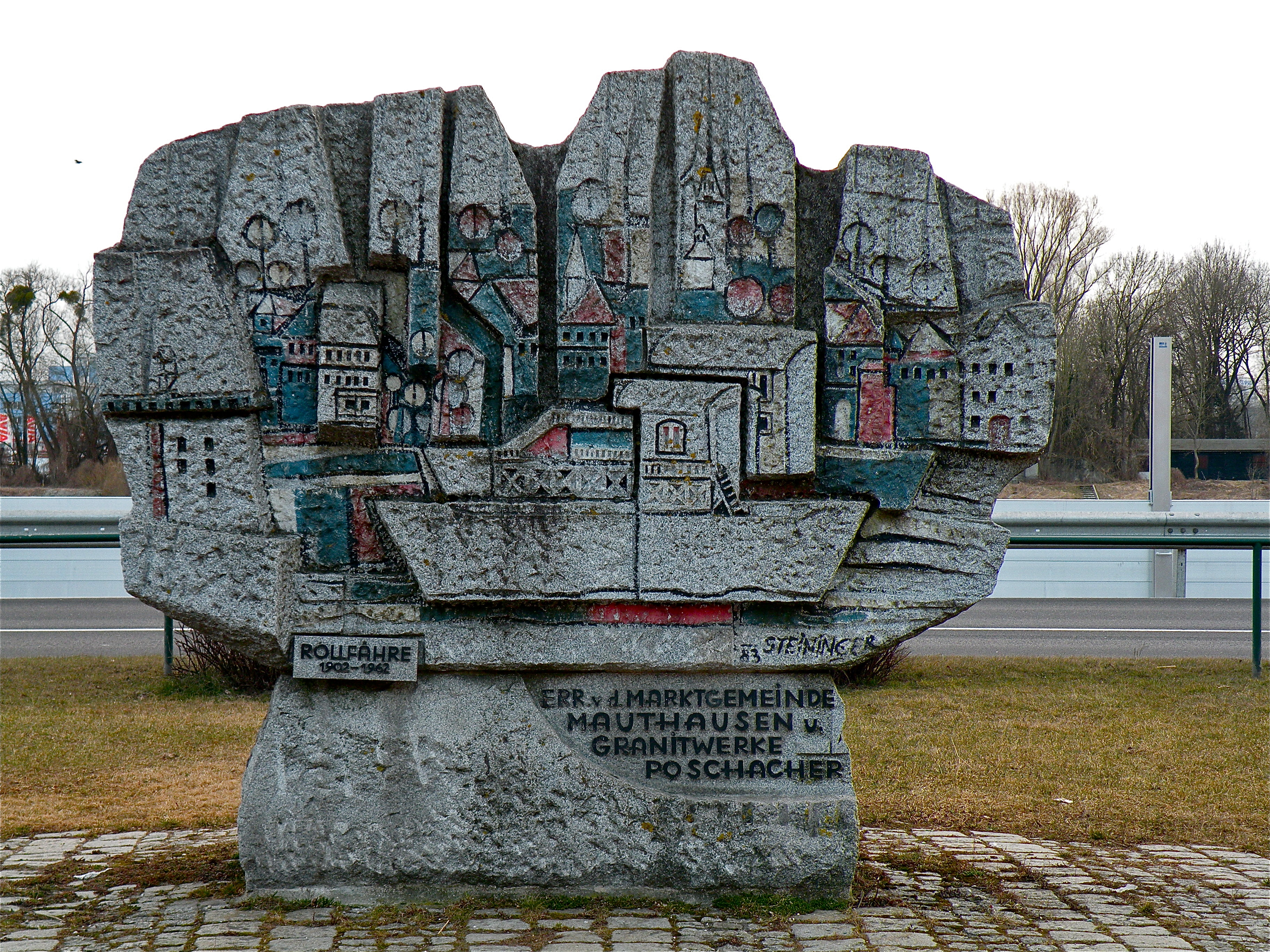
Rollfährendenkmal von Ingrid Steininger

Die Künstlerin Ingrid Steininger hat die Erinnerung an die Mauthausener Fliegende Brücke 1902 bis 1962 in ihrem Rollfährendenkmal für die Nachwelt festgehalten. Auf einem 180 × 103 × 62 Zentimeter großen, im Werk Neuhaus der Poschacher Natursteinwerke bearbeitetem Granitblock wird die stilisierte Silhouette Mauthausens mit der Rollfähre im Vordergrund gezeigt. Einzelne Objekte sind blau und rot eingefärbt.